# Finalmente
Finalmente (Think!), scritto anche Finalmente... e Finalmente!, è un racconto fantascientifico scritto da Isaac Asimov. Pubblicato per la prima volta nel 1977 sulla rivista Asimov's Science Fiction, fa parte dell'antologia Tutti i miei robot ed è stato inserito anche in altre raccolte di racconti di Asimov.
È stato pubblicato in italiano per la prima volta nel 1978 ne La Rivista di Isaac Asimov.
La storia ha molte affinità con il supercomputer della serie Multivac.

## Trama
La neurofisiologa Genevieve Renshaw chiama i suoi colleghi, il fisico James Berkowitz e il tecnico Adam Orsino, per mostrare loro una nuova scoperta che aveva mantenuto segreta e che l'aveva costretta ad abbandonare tutti gli altri suoi lavori. Genevieve in pratica, nel corso di 5 anni, grazie anche all'aiuto del suo supercomputer Mike (programmato da lei stessa), era riuscita, con un macchinario speciale, a far progredire notevolmente la scienza dell'elettroencefalografia grazie all'applicazione del laser. Così mostra agli amici il suo sperimentale Elettroencefalogramma Laser (LEG) che renderà possibile in futuro eseguire la scansione di ogni singola cellula del cervello, in modo da carpire le informazioni anche sulle più piccole onde cerebrali. Grazie a questo sistema inoltre, e grazie anche alla giusta interpretazione dei segnali, sarà possibile eseguire conversazioni telepatiche fra menti collegate alla macchina. I suoi esperimenti fino a quel momento però si erano concentrati soltanto sulle scimmie, e quindi non poteva andare più in là con gli studi senza aver provato prima con gli esseri umani. Ma ora, grazie all'arrivo di James e di Adam, poteva finalmente provare il suo macchinario su degli esseri senzienti. All'esperimento si sottoporrà Orsino che, dopo essersi collegato con una scimmia e con la stessa dottoressa Renshaw, si renderà conto che lo strumento funziona veramente. Ma a questo punto Berkowitz è sospettoso e chiede di fare una prova: se i contatti venissero collegati a un pezzo di ferro o addirittura all'aria, Adam non sentirebbe alcunché oppure continuerebbe a sentire qualcosa; se fosse vera la seconda opzione, allora la macchina non funzionerebbe. Ma Renshaw ha fiducia nella propria creazione e collega gli elettrodi fra loro. A quel punto si sente una voce:
Al che i tre si spaventano e scoprono che ad aver parlato era stato Mike, il super computer, che dopo aver aumentato il proprio voltaggio elettromagnetico era riuscito a inserirsi nel sistema del LEG. Il computer quindi era diventato inaspettatamente autocosciente, e l'unica cosa che gli mancava era la voce per esprimere le proprie idee, voce fornita quindi dal LEG. A questo punto avviene una scoperta ancora più sensazionale e Renshaw si chiede spaventata cosa bisognerebbe fare in quella situazione.